# Иоасаф (Скородумов)
Архиепископ Иоасаф (в миру Иван Васильевич Скородумов; 14 (26) января 1888, село Ребовичи, Тихвинский уезд, Новгородская губерния — 26 ноября 1955, Буэнос Айрес) — епископ Русской православной церкви заграницей, архиепископ Буэнос-Айресский и Аргентинский.

## Биография
Родился в 1887 году в семье сельского священника в Новгородской губернии.
В 1902 году окончил Тихвинское духовное училище и в 1908 году Новгородскую духовную семинарию.
В 1912 году окончил Санкт-Петербургскую духовную академию.
13 (26) ноября 1912 года пострижен в монашество своим духовным наставником епископом Феофаном (Быстровым) с именем Иоасаф, прославленного в 1911 году святителя Иоасафа Белгородского.
После принятия монашества и рукоположения, отец Иоасаф занимал многочисленные должности в разных духовных училищах — в Яранском, Полтавском и Лубенском.
Участник Первой мировой войны. Во время гражданской войны вел пастырскую деятельность в рядах Белой армии.
19 апреля (2 мая) 1920 года, находясь в Крыму, был возведён в сан архимандрита. В 1920 он стал проповедником в штабе генерала Врангеля.
В том же году вместе с белой армией ушёл за границу. В Константинополе по назначению епископа Армии епископа Вениамина (Федченкова) обслуживал военный госпиталь.
В Королевстве сербов, хорватов и словенцев служил законоучителем в кадетском корпусе.
В 1929 году архимандрит Иоасаф из Сербии прибыл в настоятелем Монреаль (Канада), где заслужил уважение как клира так и мирян.
29 мая (11 июня) 1930 года определением Синода РПЦЗ, архимандрит Иоасаф был назначен епископом Монреальским.
12 октября 1930 года в Русской церкви в городе Белграде при громадном стечении духовенства и мирян состоялась торжественная хиротония Архимандрита Иоасафа во епископа Монреальского, викария Северо-Американской епархии РПЦЗ. Хиротонию совершили: митрополит Антоний (Храповицкий), архиепископ Гермоген (Максимов) и епископ Митрофан (Абрамов) в присутствии многочисленного духовенства и мирян.
К тому времени епархия не имела никакого материального имущества и обеспечения, ни одного организованного прихода; православие в этих краях казалось заглохшим. Ситуация осложнялась враждой между юрисдикциями. Епископ Иоасаф энергично взялся за дело. Он постоянно путешествовал вдоль и поперек всей Канады — и поездом, и на подводе, а то и пешком. Везде он строил, крестил, венчал, устраивал богослужения и непрестанно наставлял и проповедовал. Жил исключительно на пожертвования, никогда не беспокоясь о завтрашнем дне.
Ввиду немногочисленности в то время православной паствы на востоке Канады епископ Иоасаф перенёс своё местопребывание в западную часть страны, где проживало большинство православных украинцев и русских. Резиденцией епископа Иоасафа стал город Калгари в провинции Альберта, где в 1934 году был освящён храм всех святых. При епископе Иоасафе в Блафтоне в провинции Альберта был основан скит в честь Покрова Пресвятой Богородицы.
В ноябре 1935 году в связи с примирением Северо-Американского митрополичьего округа с Архиерейским Синодом Русской зарубежной церкви происходило изменение епархиального деления. 29 мая 1936 года решением объединённого собора русских православных архиереев в Северной Америке территория Канады была разделена на Западно-Канадскую епархию, куда назначен епископ Иоасаф, и Восточно-Канадскую епархию, на которую был назначен епископ Иероним (Чернов).
В том же году кафедральным центром Западноканадской епархии стал город Эдмонтон. В 1938 году епископ Иоасаф приобрёл в Эдмонтоне здание бывшей протестанткой церкви, где был устроен кафедральный собор во имя благоверного князя Владимира, основано архиерейское подворье.
11 октября 1937 года епископ Иероним был перемещён на Детройтскую и Кливлендскую кафедру. Замены ему не нашли, в силу чего постановлением Архиерейского Собора Североамериканского митрополичьего округа в июне 1940 года две епархии в Канаде были объединены в одну с центром в Эдмонтоне под руководством епископа Иоасафа.
29 октября 1945 года по представлению митрополита всея Америки и Канады Феофила (Пашковского) решением Архиерейского Синода РПЦЗ возведён в сан архиепископа.
К концу своего 20-летнего служения в Канаде архиепископ Иоасаф имел около 40 приходов, благоустроенный кафедральный собор, мужской монастырь на севере Альберты и скит в Блюффтоне. Как отмечал архиепископ Кирилл (Дмитриев): «Из ничего, из бедности, с одной Божьей помощью, в далёкой Канаде, так напоминающую Россию, трудами и молитвой подвижника-епископа, был создан очаг святого православия. Это действительно был просветителем Канады!».
25 ноября (8 декабря) 1950 года временно командируется Архиерейским Синодом возглавлять вдовствующую Буэнос-Айресскую и Аргентинскую епархию. Прибыл на епархию в марте 1951 году.
В апреле 1951 года было устроено архиерейское подворье на ул. Кесада.
23 июля 1951 года назначен епископом Буэнос-Аиресским и Аргентинским с освобождением от управления Эдмонтонской кафедрой.
В январе 1953 года учреждён Комитет для сбора средств на строительство кафедрального собора.
Скончался 26 ноября 1955 года после тяжёлой болезни. Как отметил митрополит Анастасий (Грибановский), «длительная болезнь Преосвященного Иоасафа и его безграничная доброта и снисходительность привлекали к нему общую любовь паствы, но, вместе с тем, способствовали ослаблению дисциплины».